# Anagyrus aegyptiacus
Anagyrus aegyptiacus är en stekelart som beskrevs av Moursi 1948. Anagyrus aegyptiacus ingår i släktet Anagyrus och familjen sköldlussteklar.
Artens utbredningsområde är:
- Egypten.
- Jordan.

Inga underarter finns listade i Catalogue of Life.